# E313
E313 eller Europaväg 313 är en europaväg som går mellan Antwerpen och Liège i Belgien. Längden är 110 kilometer.

## Sträckning
Antwerpen - Hasselt - Liège

## Standard
Vägen är motorväg hela sträckan, nr A13.

## Anslutningar till andra europavägar
| - E19 - E34 |  | - E314 - E40 |